# Ein Tag – Bericht aus einem deutschen Konzentrationslager 1939
Ein Tag – Bericht aus einem deutschen Konzentrationslager 1939 ist ein deutscher Fernsehfilm aus dem Jahre 1965 von Egon Monk. Drehbuchautor Gunther R. Lys verarbeitete damit seine eigenen Erfahrungen im KZ Sachsenhausen, wo er bis 1944 einsaß.

## Handlung
Das Fernsehspiel ist in sieben Akte unterteilt:
- Ankunft
- Appell
- Alltag
- Geschäfte, Schwierigkeiten, Sorgen
- Tod des Anwalts Katz
- Appell
- Unter ordentlichen Menschen

Der Beginn eines neuen Aktes wird durch Zwischentitel angekündigt.
Ort der Handlung ist ein nationalsozialistisches Konzentrationslager, in dem sich der Schrecken des Vortages jeden Tag aufs Neue wiederholt, von der Ankunft neuer Häftlinge am Morgen bis zur Belegung der Baracken zur Nachtruhe. Im Mittelpunkt der Handlung, die komplett auf (im Kinofilm nicht untypische) künstliche Dramatisierung (etwa durch den Einsatz der Musik als die Handlung unterstreichendes Stilmittel) verzichtet, stehen die monotonen und doch grausamen Abläufe innerhalb von nur 24 Stunden eines im Reichsgebiet befindlichen Lagers mit ihren Konflikten zwischen den Häftlingen, etwa zwischen den „Kriminellen“ und den „Politischen“, aber auch die administratorischen Banalitäten von Lagerleitung und Aufsehern.

### Ankunft
Der Film schildert einen Tag, den 12. Januar 1939, im fiktiven „Schutzhaftlager Altendorf“. Männer, die in einen LKW gepfercht sind, kommen am Lager an. Sie tragen kleine Koffer „mit dem Nötigsten“. Namen werden aufgerufen, die Männer gezwungen, eine militärische Haltung einzunehmen. „Noch“, so der SS-Scharführer, „können Sie sich das neue Zuhause von außen ansehen.“ Die Neuankömmlinge sehen einen toten Häftling in den elektrischen Lagerzaun gekrallt.

### Appell
Draußen im Freien herrscht schneidende Kälte, die Luft gefriert. Dennoch müssen sich abgemagerte, dürre Gestalten in dünner Häftlingsbekleidung zum Appell aufstellen. Die „Herrenmenschen“ in ihren tadellosen Uniformen und mit ihren Wachhunden zeigen kein Erbarmen, ein vom Kommandanten festgelegter „Fahrplan“ ist stets minutiös einzuhalten. Der Appell beginnt mit der Feststellung eines „Verlusts“, da in der vorausgegangenen Nacht ein Häftling zu fliehen versuchte. Er wurde erschossen. Sein lebloser, ausgemergelter Körper hängt im Stacheldrahtzaun, der das Lager einfriedet. Ein Blockältester gibt Rapport. Die Häftlinge werden schikaniert, ihre Häftlingskleidung auf „Ordnung und Sauberkeit“ kontrolliert. Es herrscht militärischer Drill. Ein älterer Gefangener hat sich mit einem leeren Zementsack unter der Kleidung gegen die Kälte zu schützen versucht, ein anderer trägt einen Schal. Beiden drohen schlimmste Strafen. Nicht nur die Häftlinge haben strammzustehen, Meldung zu machen und Befehle auszuführen, auch die Bewacher exerzieren.

### Alltag
Der Tote im Zaun soll zum Krematorium gebracht werden. Überblendung: Zu sehen sind der Neujahrsempfang Hitlers für das Diplomatische Corps in der Reichskanzlei 1939 und jubelnde Massen. Arbeitsbrigaden machten sich auf den Weg zu ihrem Einsatz. Die im Lager verbliebenen Häftlinge müssen eine Grube ausheben, ohne den Grund zu erfahren, warum sie das 20 Meter lange, 2 Meter breite und 2 Meter tiefe Loch ausheben sollen. Der Lagerkommandant, SS-Obersturmführer Rüttig, lässt sich von einem Häftling rasieren. Zur gleichen Zeit wird den Neuankömmlingen der Kopf geschoren. Man gibt ihnen Sträflingskleidung und Holzpantinen, alles andere hat man ihnen abgenommen. In der Krankenbaracke haben Häftlinge selbst Selektionen durchzuführen. Die Neuen verstehen: „Hier gibt es keine Kranken. Hier gibt es nur Gesunde und Tote.“ Dann erfolgt die Befragung durch den Rapportführer Eichner. Dabei sind harte Schläge auf den Körper und ins Gesicht durchaus üblich. Ein Alter beteuert, dass er irrtümlich im Lager sei. Auf die Frage eines SS-Schergen antwortet der Alte, er sei als Wilddieb erwischt worden. Ein anderer, ein Friseur, hat einen Witz erzählt. Der SS-Scherge zwingt ihn, den Witz zu erzählen. Der Aufseher lacht, dann schlägt er den Friseur zu Boden. Ein anderer Häftling, ein Spanien-Kämpfer namens Springer, vermittelt den Eindruck, sich den Regeln im KZ anpassen zu wollen, was seine Mithäftlinge misstrauisch macht.
Beim Ausheben der Grube stirbt ein alter Insasse an Erschöpfung. Sein Mithäftling, ein katholischer Geistlicher, erteilt dem Sterbenden die Absolution und wird dafür vom Rapportführer vor die Wahl gestellt seinen Glauben abzuschwören oder mit Pfahlhängen bestraft zu werden, er bleibt still und wird am Abend vor den anderen Häftlingen gefoltert.

### Geschäfte, Schwierigkeiten, Sorgen
Der Kommandant diktiert Briefe, in denen es um die Verwertung des abgeschnittenen Männerhaares und die Bestellung neuer Verbrennungsöfen bei der Firma Topf und Söhne geht. Nebenan verhören zwei politische Gefangene einen Neuankömmling, den sie verdächtigen, als Informant für die Lagerleitung zu arbeiten. Für die Häftlinge sind Hunger und Krankheit allgegenwärtig. Im Offizierskasino herrscht dagegen zur Mittagszeit gepflegte Gastlichkeit. Die SS-Leute werden von Häftlingen bedient und üben sich in Konversation, erkundigen sich nach Frau und Kindern, sprechen über die Karriere in der SS. Der Sohn des Rapportführers verkraftet die karrierebedingten Ortswechsel seines Vaters nicht gut. „Ein Kind braucht Gewöhnung“ befindet der Vater. Aus dem Fenster sehen sie die Häftlinge die Grube ausheben. Die Gefangenen werden gehetzt und geschlagen. Nach dem Mittagessen kommt der Befehl, es wieder zuzuschütten. Offensichtlich war der Aushebebefehl ein Akt purer Schikane und Willkür.

### Tod des Anwalts Katz
Der Rapportführer treibt den jüdischen Anwalt Katz brutal in den Tod. Die anderen Gefangenen können ihm nicht beistehen. In seiner ausweglosen Lage zieht Katz seine Schuhe aus und wirft sie einer Gruppe von Häftlingen zu, die das Erdreich der zugeschütteten Grube mit ihren Füßen im Rhythmus feststampfen und dabei „Und Juda den Tod“ (aus dem Kampflied „Volk ans Gewehr“) skandieren müssen. Katz läuft barfuß auf den elektrischen Zaun zu und wird von einem Wachtposten erschossen.

### Appell
Gegen Abend kehrt die Häftlingsbrigade von ihrem Arbeitsaußeneinsatz ins Lager zurück. Mehrere Häftlinge kamen um, gestorben an Entkräftung und Hunger. Beim abendlichen Zählappell werden die heutigen Menschenverluste festgestellt. Ein „ganz normaler Tag“ in einem deutschen Konzentrationslager des Jahres 1939.

### Unter ordentlichen Menschen
Nach Dienstschluss betritt der Lagerkommandant eine Gastwirtschaft. Die Anwesenden genießen ihren Feierabend, essen und trinken. Die Szene ist mit dem Ton aus dem Konzentrationslager unterlegt. Der Kommandant setzt sich und nimmt nach einem für ihn gewöhnlichen Arbeitstag in aller Ruhe seine Mahlzeit ein.

## Produktionsnotizen
Ein Tag – Bericht aus einem deutschen Konzentrationslager 1939, eine NDR-Produktion, entstand von Januar bis März 1965 und wurde am 6. Mai 1965 in der ARD ausgestrahlt.
Klaus Wildenhahn war Monks Regieassistent, Guenter Handke übernahm die Produktionsleitung. Herbert Kirchhoff und Albrecht Becker schufen die Filmbauten, Brigitte Dankwardt die Kostüme.

## Auszeichnungen
- Adolf-Grimme-Preis in Silber (1966)
- DAG-Fernsehpreis in Gold (1966)

## Kritiken
Egon Monks im streng dokumentarischen Inszenierungsstil gehaltene Fernsehproduktion ohne jedwede Elemente artifizieller Dramatisierungseffekte (beispielsweise der Verzicht auf den Einsatz von Musik) erhielt durchgehend überragende Kritiken. Nachfolgend drei Beispiele:
Egon Netenjakob schreibt in seinem Fernsehlexikon: „Die Methode des nüchtern wie detailgenauen Dokumentierens ohne künstliche Dramatik führte mit Ein Tag (1965) zu einem der meistgenannten und -geschätzten Filme der Fernsehspielgeschichte“.

„An diesem Report, einer distanzierten Dokumentation von Evidenz und spiritueller Durchsichtigkeit, stimmt jedes Detail. Es ist nicht besser zu machen.“

Im Filmdienst heißt es: Der Film zeigt „den Terror, die Schikanen und die Gewalt, der die Häftlinge ausgesetzt sind, sowie die Spannungen zwischen kriminellen und politischen Häftlingen. Ein eindringlicher Bericht aus dem Lagersystem der Nazis, nüchtern und in Schwarz-weiß gedreht, der an die Opfer erinnert und durch seinen präzisen Blick auf Strukturen und Mechanismen des Terrors eine eindringliche Warnung darstellt.“